# بن هيرمانز
بن هيرمانز (بالفرنسية: Ben Hermans)‏ مواليد 8 يونيو 1986 في بلجيكا، هو دراج بلجيكي في صنف سباق الدراجات على الطريق.

## سباقات أو مراحل فاز بها
| التاريخ        | السباق                                                           | المركز                                                                 |
| -------------- | ---------------------------------------------------------------- | ---------------------------------------------------------------------- |
| 11 مايو 2008   | سيركيت دي والونيا 2008                                           | الفائز في التصنيف العام                                                |
| 01 فبراير 2009 | سباق جائزة لا مارسيليس الكبرى 2009                               | السادس في التصنيف العام                                                |
| 07 يونيو 2009  | غروسر برايس ديس كانتونس أرجو 2009                                |                                                                        |
| 23 يناير 2011  | داون أندر 2011                                                   | الثاني في تصنيف الجبال                                                 |
| 08 فبراير 2011 | 2011 Trofeo Inca                                                 | الفائز في التصنيف العام                                                |
| 07 أبريل 2011  | 2011 Grand Prix Pino Cerami                                      |                                                                        |
| 17 أبريل 2011  | سباق أمستل الذهبي 2011                                           | الثامن في التصنيف العام                                                |
| 27 يوليو 2011  | طواف الوني 2011                                                  | الثالث في التصنيف العام                                                |
| 14 أغسطس 2011  | طواف إينكو 2011                                                  | الثالث في تصنيف أفضل شاب، التاسع في التصنيف العام                      |
| 19 أغسطس 2012  | طواف فاتينفول 2012                                               | المرتبة 18 في التصنيف العام                                            |
| 04 أكتوبر 2012 | باريس بورج 2012                                                  | العاشر في التصنيف العام                                                |
| 15 أبريل 2015  | برابانتس بييل 2015                                               | الفائز في التصنيف العام                                                |
| 15 أبريل 2015  | Brabantse Pijl 2015, Leuven                                      | الفائز في التصنيف العام                                                |
| 12 يوليو 2015  | طواف النمسا 2015                                                 |                                                                        |
| 23 يونيو 2016  | سباق الطريق ضد الساعة للرجال في بطولة بلجيكا لسباق الدراجات 2016 |                                                                        |
| 19 فبراير 2017 | طواف عمان 2017                                                   | الفائز في التصنيف العام                                                |
| 14 يوليو 2018  | طواف النمسا 2018                                                 | الفائز في التصنيف العام                                                |
| 12 يوليو 2019  | طواف النمسا 2019                                                 | الفائز في التصنيف العام                                                |
| 28 يوليو 2019  | سباق أدرياتيكي يونيكا 2019                                       | الأول في تصنيف الجبال، الثاني في التصنيف العام، التاسع في تصنيف النقاط |
| 18 أغسطس 2019  | طواف يوتا 2019                                                   | الفائز في التصنيف العام                                                |
| 24 يونيو 2021  | جيرو أبنينس 2021                                                 | الفائز في التصنيف العام                                                |
| 08 أغسطس 2021  | سباق النرويج 2021                                                | الفائز في التصنيف العام                                                |

## وصلات خارجية
- الموقع الرسمي

## روابط خارجية
- بن هيرمانز على موقع الاتحاد الدولي للدراجات (الإنجليزية)
- بن هيرمانز على موقع أرشيف الدراجات (الإنجليزية)
- بن هيرمانز على موقع إحصائيات الدراجات الإحترافية (الإنجليزية)
- بن هيرمانز على موقع نسبة الدراجات (الإنجليزية)
- بن هيرمانز على موقع CycleBase (الإنجليزية)